# Eremobryobia calligoni
Eremobryobia calligoni är en spindeldjursart som beskrevs av Strunkova och P. Mitrofanov 1982. Eremobryobia calligoni ingår i släktet Eremobryobia och familjen Tetranychidae. Inga underarter finns listade i Catalogue of Life.